# Walram Lucemburský
Walram Lucemburský (1280? – 21. července 1311, Brescie) byl druhorozený syn lucemburského hraběte Jindřicha VI. a Beatrix z Avesnes.

## Prostřední syn lucemburského hraběte
Walramův otec Jindřich VI. společně se svými třemi bratry Walramem I. z Ligny a Roussy, Jindřichem a Balduinem zahynul roku 1288 v bitvě u Worringenu a Lucemburkové tak ztratili Limbursko.
Po mladém hraběti zbyla vdova s pěti dětmi. Nejstarší Jindřich sice převzal po otcově tragické smrti hrabství, ale poručníkem byla až do roku 1294 ovdovělá hraběnka Beatrix. Roku 1292 se Jindřich za intervence francouzského krále Filipa IV. oženil s jeho neteří Markétou, dcerou Jana Brabantského, vítěze od Worringenu. Prostřední Walram získal matčiny statky v Henegavsku a nejmladší Balduin po čase následoval Jindřichovy stopy a odešel získat výchovu a vzdělání na pařížský dvůr.
Walram se společně s Jindřichem zúčastnil biskupského svěcení nejmladšího bratra Balduina 11. března 1308 v Poitiers, které předznamenalo budoucí mocenský úspěch lucemburské dynastie. Balduin jako novopečený trevírský arcibiskup byl jedním ze sedmi kurfiřtů volících římského krále. V květnu 1308 byl nečekaně zavražděn Albrecht I. Habsburský a Balduin společně s Petrem z Aspeltu za papežova souhlasu navrhli jako jednoho z mnoha kandidátů na uvolněný římský trůn Jindřicha Lucemburského. Tak byl 27. listopadu 1308 ve Frankfurtu nad Mohanem zvolen lucemburský hrabě římským králem. Jindřichova volba stála mnoho ústupků a příslibů všem zúčastněným kurfiřtům. Padl také slib, že se Walram ožení s neteří kolínského arcibiskupa Jindřicha z Virneburku.
Po nástupu Jindřicha na římský trůn se v dalekých Čechách páni nespokojení s vládou Jindřicha Korutanského rozhodli o spojení domácí přemyslovské dynastie s krví lucemburského rodu a roku 1309 se cisterciáčtí opati při cestě na generální kapitulu do Cîteaux setkali s Jindřichem VII. Snažili se s ním vyjednat sňatek dědičky Elišky Přemyslovny. Je zřejmé, že původně Jindřich uvažoval o Walramovi jako o ženichovi pro českou princeznu.
| „                                     | Můj bratr má věk, jest s to za sebe mluviti a bojovati, Jan však, můj syn, je velmi útlý chlapec a maličký chlapec. Běda pak zemi, když král její dítě jest. | “ |
| — Jindřich VII. – Zbraslavská kronika | |   |

V červenci roku 1310 po počáteční nechuti a nátlaku českého poselstva dojednal král nástup svého čtrnáctiletého syna Jana na český trůn. Svatba se konala 1. září 1310, poté co Eliška dorazila do Špýru. Ještě na poslední chvíli se Lucemburkové pokoušeli změnit osud tím, že Přemyslovně poslali naproti rytířského Walrama. Doufali marně, že osmnáctiletou dívku okouzlí spíše zralý muž než čtrnáctiletý hošík.

## Římská jízda

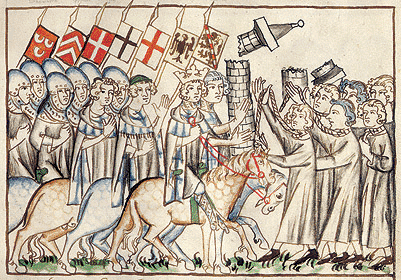
Římská jízda Jindřicha VII. (Codex Balduini Trevirensis)

Rodina se rozdělila 21. září 1310, kdy Jindřich VII. v doprovodu manželky Markéty, obou bratří a říšské šlechty vyrazil na římské tažení a syna odeslal do Čech. Výprava čítající 5 tisíc mužů putovala přes Švýcary a Mont Cenis do Turína. Zpočátku byl římský král na italském území vítán s jásotem a ovacemi, které utichly poté, co se původně nestranný Jindřich nechal zaplést do vnitřních rozbrojů italských měst. V únoru 1311 došlo v Miláně, kde král dosadil k moci rodinu Viscontiů a vyhnal odsud Guida della Torre, ke vzpouře, která byla rychle zpacifikována říšskými vojáky. Následovala vzpoura několika dalších měst v čele s Florencií. Po dlouhém obléhání nepoddajných měst, kdy královské vojsko decimovala epidemie, následovaly tvrdé tresty. Král bořil hradby, rušil městská privilegia a vyžadoval vysoké pokuty, jimiž by naplnil svou prázdnou pokladnu. Popravoval vzbouřence a přeběhlíky.
Jindřichův věrný společník Walram byl při nočním výpadu obránců Brescie zabit.
| „                     | ..když jednoho dne stál tento statečný voják neohroženě vedle svého stanu, nic zlého netuše, byl střelou vrženou z praku ze zdi zasažen smrtelnou ranou a hned potom zemřel... | “ |
| — Zbraslavská kronika | |   |

Walram, jenž mohl být českým králem, byl pohřben ve Veroně, v dominikánském kostele sv. Anastázie.

## Vývod z předků
|                    |                          |  |                 |                                      |  |  |  |  |  |  |  | Jindřich III. Limburský |
|                    |                          |  |                 |                                      |  |  |  |  |  |  |  |                         |
|                    | Walram III. Limburský    |  |                 |                                      |  |  |  |  |  |  |  |                         |
|                    |                          |  |                 |                                      |  |  |  |  |  |  |  |                         |
|                    |                          |  |                 | Sofie ze Saarbrückenu                |  |  |  |  |  |  |  |                         |
|                    |                          |  |                 |                                      |  |  |  |  |  |  |  |                         |
|                    | Jindřich V. Lucemburský  |  |                 |                                      |  |  |  |  |  |  |  |                         |
|                    |                          |  |                 |                                      |  |  |  |  |  |  |  |                         |
|                    |                          |  |                 | Jindřich IV. Lucemburský             |  |  |  |  |  |  |  |                         |
|                    |                          |  |                 |                                      |  |  |  |  |  |  |  |                         |
|                    | Ermesinda Lucemburská    |  |                 |                                      |  |  |  |  |  |  |  |                         |
|                    |                          |  |                 |                                      |  |  |  |  |  |  |  |                         |
|                    |                          |  |                 | Anežka z Geldern                     |  |  |  |  |  |  |  |                         |
|                    |                          |  |                 |                                      |  |  |  |  |  |  |  |                         |
|                    | Jindřich VI. Lucemburský |  |                 |                                      |  |  |  |  |  |  |  |                         |
|                    |                          |  |                 |                                      |  |  |  |  |  |  |  |                         |
|                    |                          |  |                 | Theobald I. z Baru                   |  |  |  |  |  |  |  |                         |
|                    |                          |  |                 |                                      |  |  |  |  |  |  |  |                         |
|                    | Jindřich II. z Baru      |  |                 |                                      |  |  |  |  |  |  |  |                         |
|                    |                          |  |                 |                                      |  |  |  |  |  |  |  |                         |
|                    |                          |  |                 | Ermesinda z Bar-sur-Seine            |  |  |  |  |  |  |  |                         |
|                    |                          |  |                 |                                      |  |  |  |  |  |  |  |                         |
|                    | Markéta z Baru           |  |                 |                                      |  |  |  |  |  |  |  |                         |
|                    |                          |  |                 |                                      |  |  |  |  |  |  |  |                         |
|                    |                          |  |                 | Robert II. z Dreux                   |  |  |  |  |  |  |  |                         |
|                    |                          |  |                 |                                      |  |  |  |  |  |  |  |                         |
|                    | Filipa z Dreux           |  |                 |                                      |  |  |  |  |  |  |  |                         |
|                    |                          |  |                 |                                      |  |  |  |  |  |  |  |                         |
|                    |                          |  |                 | Jolanda z Coucy                      |  |  |  |  |  |  |  |                         |
|                    |                          |  |                 |                                      |  |  |  |  |  |  |  |                         |
| Walram Lucemburský |                          |  |                 |                                      |  |  |  |  |  |  |  |                         |
|                    |                          |  |                 |                                      |  |  |  |  |  |  |  |                         |
|                    |                          |  | Jakub z Avesnes |                                      |  |  |  |  |  |  |  |                         |
|                    |                          |  |                 |                                      |  |  |  |  |  |  |  |                         |
|                    | Bourchard IV. z Avesnes  |  |                 |                                      |  |  |  |  |  |  |  |                         |
|                    |                          |  |                 |                                      |  |  |  |  |  |  |  |                         |
|                    |                          |  |                 | Adéla z Guise                        |  |  |  |  |  |  |  |                         |
|                    |                          |  |                 |                                      |  |  |  |  |  |  |  |                         |
|                    | Balduin z Avesnes        |  |                 |                                      |  |  |  |  |  |  |  |                         |
|                    |                          |  |                 |                                      |  |  |  |  |  |  |  |                         |
|                    |                          |  |                 | Balduin I. Konstantinopolský         |  |  |  |  |  |  |  |                         |
|                    |                          |  |                 |                                      |  |  |  |  |  |  |  |                         |
|                    | Markéta II. Flanderská   |  |                 |                                      |  |  |  |  |  |  |  |                         |
|                    |                          |  |                 |                                      |  |  |  |  |  |  |  |                         |
|                    |                          |  |                 | Marie ze Champagne                   |  |  |  |  |  |  |  |                         |
|                    |                          |  |                 |                                      |  |  |  |  |  |  |  |                         |
|                    | Beatrix z Avesnes        |  |                 |                                      |  |  |  |  |  |  |  |                         |
|                    |                          |  |                 |                                      |  |  |  |  |  |  |  |                         |
|                    |                          |  |                 | Ralph I, Lord of Coucy               |  |  |  |  |  |  |  |                         |
|                    |                          |  |                 |                                      |  |  |  |  |  |  |  |                         |
|                    | Tomáš z Coucy            |  |                 |                                      |  |  |  |  |  |  |  |                         |
|                    |                          |  |                 |                                      |  |  |  |  |  |  |  |                         |
|                    |                          |  |                 | Alix II of Dreux                     |  |  |  |  |  |  |  |                         |
|                    |                          |  |                 |                                      |  |  |  |  |  |  |  |                         |
|                    | Felicitas z Coucy        |  |                 |                                      |  |  |  |  |  |  |  |                         |
|                    |                          |  |                 |                                      |  |  |  |  |  |  |  |                         |
|                    |                          |  |                 | Hugh II, Count of Rethel             |  |  |  |  |  |  |  |                         |
|                    |                          |  |                 |                                      |  |  |  |  |  |  |  |                         |
|                    | Matylda z Rethelu        |  |                 |                                      |  |  |  |  |  |  |  |                         |
|                    |                          |  |                 |                                      |  |  |  |  |  |  |  |                         |
|                    |                          |  |                 | Felicité de Broyes, Dame de Beaufort |  |  |  |  |  |  |  |                         |
|                    |                          |  |                 |                                      |  |  |  |  |  |  |  |                         |